# Siim Luts
Siim Luts, född 12 mars 1989 i Tallinn, är en estnisk fotbollsspelare som spelar för Paide Linnameeskond. Han har tidigare spelat för bland annat IFK Norrköping i Allsvenskan.

## Klubbkarriär
Den 22 januari 2013 skrev Luts ett kontrakt över två år med IFK Norrköping i Allsvenskan. Den 26 juni 2014 lämnade Luts klubben i förtid.

## Landslagskarriär
Siim gjorde landslagsdebut för Estland den 11 november 2010 mot Liechtenstein och träffade ribban med ett skott i sin debut.

## Karriärstatistik
| Säsong | Liga | Klubb               | Liga    | Liga | Reservlag | Reservlag | Cup     | Cup |
| Säsong | Liga | Klubb               | Matcher | Mål  | Matcher   | Mål       | Matcher | Mål |
| ------ | ---- | ------------------- | ------- | ---- | --------- | --------- | ------- | --- |
| 2005   | 5    | FC Flora Paide      | 6       | 4    |           |           | 0       | 0   |
| 2006   | 1    | FC Flora Tallinn    | 0       | 0    | 27        | 8         | 0       | 0   |
| 2007   | 1    | FC Flora Tallinn    | 0       | 0    | 21        | 4         | 0       | 0   |
| 2008   | 1    | FC Flora Tallinn    | 4       | 1    | 26        | 4         | 0       | 0   |
| 2009   | 1    | FC Flora Tallinn    | 8       | 1    | 6         | 0         | 2       | 0   |
| 2009   | 1    | JK Viljandi Tulevik | 17      | 5    | 0         | 0         | 3       | 0   |
| 2010   | 1    | FC Flora Tallinn    | 31      | 6    | 3         | 0         | 5       | 2   |
| 2011   | 1    | FC Flora Tallinn    | 19      | 3    | 1         | 0         | 4       | 1   |
| 2012   | 1    | FC Flora Tallinn    | 26      | 3    | 0         | 0         | 5       | 2   |
| 2013   | 1    | IFK Norrköping      | 13      | 0    |           |           | 4       | 0   |